# Запорізький міський ґебіт
Запорі́зький міськи́й ґебі́т, міська́ окру́га Запорі́жжя (нім. Kreisgebiet Saporoshje-Stadt) — адміністративно-територіальна одиниця генеральної округи Дніпропетровськ Райхскомісаріату Україна, з центром у Запоріжжі, що існувала протягом німецької окупації України в часи Німецько-радянської війни.

## Історія
Ґебіт утворено о 12 годині дня 1 вересня 1942 року у межах тодішньої території міста Запоріжжя. Складався тільки з одного району — міського району Запоріжжя (нім. Rayon Saporoshje-Stadt). З 1 вересня 1942 р. до 1944 посаду ґебітскомісара обіймав радник військової адміністрації (нім. Kriegsverwaltungsrat), доктор права Альфред Гілле, згодом відомий як бургомістр міста Льотцен. У 1944 році Альфреда Гілле перевели на посаду ґебітскомісара округи Новогродек у генеральній окрузі Білорутенія.
У Запоріжжі виходило друковане видання «Нове Запоріжжя» (з 12 вересня 1941 по 1943). Редактором «Нового Запоріжжя» був М. В. Могучий.
Упродовж жовтня 1944 року радянські війська поступово відвоювали Запоріжжя.